# Sentimental Hygiene
Sentimental Hygiene är ett musikalbum av Warren Zevon som lanserades 1987 på Virgin Records. När albumet släpptes var det hans första nya studioalbum på fem år. Albumet blev en måttlig framgång i USA, men sålde bättre i Skandinavien.
Ett stort antal kända musiker gästspelar på skivan. Bland dem kan nämnas Bob Dylan (munspel på "The Factory"), Mike Campbell (gitarr på "Reconsider Me"), Neil Young (gitarr på titelspåret), Flea (bas på "Leave My Monkey Alone") och Don Henley (sång på "Trouble Waiting to Happen").

## Låtlista
1. "Sentimental Hygiene" – 5:06
2. "Boom Boom Mancini" – 4:54
3. "The Factory" – 2:45
4. "Trouble Waiting to Happen" (J. D. Souther, Zevon) – 3:32
5. "Reconsider Me" – 3:09
6. "Detox Mansion" (Jorge Calderón, Zevon) – 3:15
7. "Bad Karma" – 3:15
8. "Even a Dog Can Shake Hands" (Bill Berry, Peter Buck, Mike Mills, Zevon) – 3:26
9. "The Heartache" – 3:19
10. "Leave My Monkey Alone" – 4:12

## Listplaceringar
- Billboard 200, USA: #63[1]
- VG-lista, Norge: #11[2]
- Sverigetopplistan: #24[3]